# Nikola Gino
Nikola Gino (Tirana, 30 gennaio 1970) è un ex calciatore albanese, di ruolo difensore.